# I Hate This Part
I Hate This Part is een nummer van de Amerikaanse popgroep Pussycat Dolls. Het is de tweede wereldwijde single van hun tweede studioalbum Doll Domination. In de Verenigde Staten is het de derde single van dit album.

## Achtergrondinformatie
Oorspronkelijk was "Watcha Think About That" gepland als wereldwijde tweede single, maar deze single kreeg een lage airplay door de Amerikaanse radiostations. Deze draaiden liever "I Hate This Part". Toen het nummer definitief uitgebracht was, vergaarde het nummer dan ook grote airplay.

## Ontvangst
Het nummer werd het eerst in Oceanië uitgebracht, waar het een groot succes werd. Het debuteerde op #45 op basis van downloads en klom tot de tiende plek en heeft de gouden status bereikt. In Europa behaalde het eveneens succes, hoewel het niet de singles van het vorige album evenaarde. Het haalde de twaalfde plek de Britse UK Singles Chart, de tweede in Wallonië, de derde in de Vlaamse Ultratop 50 en de 27e plek in de Nederlandse Top 40. Dat het Nederlandse succes vooral te danken is aan airplay, blijkt uit het feit dat het nummer nog lager (#53) scoorde op de Nederlandse Single Top 100, die over de digitale en fysieke singleverkopen gaat.

## Tracklist

### cd-single
1. "I Hate This Part" (Albumversie) - 03:40
2. "I Hate This Part" (Digital Dog Remix - Club Edit)  - 03:06

### CD-Maxi
1. "I Hate This Part" (Album Version) - 03:40
2. "I Hate This Part" (Digital Dog Remix - Club Edit) - 03:05
3. "I Hate This Part" (Dave Audé Remix - Radio) - 03:40

- "I Hate This Part" (Video)

### Remix Promo-CD
1. "I Hate This Part" (Radio Edit) - 03:39
2. "I Hate This Part" (Dave Audé Club Mix) - 08:21
3. "I Hate This Part" (Digital Dog Club Mix) - 05:50
4. "I Hate This Part" (Dave Audé Radio Edit) - 03:40
5. "I Hate This Part" (Digital Dog Radio Edit) - 03:26
6. "I Hate This Part" (Dave Audé Club Dub) - 07:36

### Alternate Remix Promo-CD
1. "I Hate This Part" (Edición de Radio) - 03:39
2. "I Hate This Part" (Aleko's Club Vocal Mix) - 06:58
3. "I Hate This Part" (Aleko's Vocal Dub) - 07:37
4. "I Hate This Part" (Aleko's Acapella) - 04:52

### Promo-CD
1. "I Hate This Part" (Moto Blanco Club Mix) - 07:47
2. "I Hate This Part" (Digital Dog Club Mix) - 05:51
3. "I Hate This Part" (Moto Blanco Dub) - 07:49
4. "I Hate This Part" (Digital Dog Dub) - 06:26
5. "I Hate This Part" (Moto Blanco Edit) - 03:40
6. "I Hate This Part" (Digital Dog Edit) - 03:05
7. "I Hate This Part" (Original) - 03:39
8. "I Hate This Part" (Instrumental) - 03:45
9. "When I Grow Up" (Ralphi Rosario Remix) (Bonus Track) - 09:37

## Hitnotering
| "I Hate This Part" in de Nederlandse Top 40 - Binnen: 06-12-2008 | "I Hate This Part" in de Nederlandse Top 40 - Binnen: 06-12-2008 | "I Hate This Part" in de Nederlandse Top 40 - Binnen: 06-12-2008 | "I Hate This Part" in de Nederlandse Top 40 - Binnen: 06-12-2008 | "I Hate This Part" in de Nederlandse Top 40 - Binnen: 06-12-2008 | "I Hate This Part" in de Nederlandse Top 40 - Binnen: 06-12-2008 | "I Hate This Part" in de Nederlandse Top 40 - Binnen: 06-12-2008 |
| Week                                                             | 1                                                                | 2                                                                | 3                                                                | 4                                                                | 5                                                                |                                                                  |
| ---------------------------------------------------------------- | ---------------------------------------------------------------- | ---------------------------------------------------------------- | ---------------------------------------------------------------- | ---------------------------------------------------------------- | ---------------------------------------------------------------- | ---------------------------------------------------------------- |
| Nummer                                                           | 39                                                               | 35                                                               | 33                                                               | 27                                                               | 34                                                               | uit                                                              |

| "I Hate This Part" in de Nederlandse Single Top 100 - Binnen: 20-12-2008 | "I Hate This Part" in de Nederlandse Single Top 100 - Binnen: 20-12-2008 | "I Hate This Part" in de Nederlandse Single Top 100 - Binnen: 20-12-2008 | "I Hate This Part" in de Nederlandse Single Top 100 - Binnen: 20-12-2008 | "I Hate This Part" in de Nederlandse Single Top 100 - Binnen: 20-12-2008 | "I Hate This Part" in de Nederlandse Single Top 100 - Binnen: 20-12-2008 | "I Hate This Part" in de Nederlandse Single Top 100 - Binnen: 20-12-2008 |
| Week                                                                     | 1                                                                        | 2                                                                        | 3                                                                        | 4                                                                        | 5                                                                        |                                                                          |
| ------------------------------------------------------------------------ | ------------------------------------------------------------------------ | ------------------------------------------------------------------------ | ------------------------------------------------------------------------ | ------------------------------------------------------------------------ | ------------------------------------------------------------------------ | ------------------------------------------------------------------------ |
| Nummer                                                                   | 63                                                                       | 55                                                                       | 53                                                                       | 61                                                                       | 95                                                                       | uit                                                                      |

| "I Hate This Part" in de Vlaamse Ultratop 50 - Binnen: 13-12-2008 | "I Hate This Part" in de Vlaamse Ultratop 50 - Binnen: 13-12-2008 | "I Hate This Part" in de Vlaamse Ultratop 50 - Binnen: 13-12-2008 | "I Hate This Part" in de Vlaamse Ultratop 50 - Binnen: 13-12-2008 | "I Hate This Part" in de Vlaamse Ultratop 50 - Binnen: 13-12-2008 | "I Hate This Part" in de Vlaamse Ultratop 50 - Binnen: 13-12-2008 | "I Hate This Part" in de Vlaamse Ultratop 50 - Binnen: 13-12-2008 | "I Hate This Part" in de Vlaamse Ultratop 50 - Binnen: 13-12-2008 | "I Hate This Part" in de Vlaamse Ultratop 50 - Binnen: 13-12-2008 | "I Hate This Part" in de Vlaamse Ultratop 50 - Binnen: 13-12-2008 | "I Hate This Part" in de Vlaamse Ultratop 50 - Binnen: 13-12-2008 | "I Hate This Part" in de Vlaamse Ultratop 50 - Binnen: 13-12-2008 | "I Hate This Part" in de Vlaamse Ultratop 50 - Binnen: 13-12-2008 | "I Hate This Part" in de Vlaamse Ultratop 50 - Binnen: 13-12-2008 | "I Hate This Part" in de Vlaamse Ultratop 50 - Binnen: 13-12-2008 | "I Hate This Part" in de Vlaamse Ultratop 50 - Binnen: 13-12-2008 | "I Hate This Part" in de Vlaamse Ultratop 50 - Binnen: 13-12-2008 | "I Hate This Part" in de Vlaamse Ultratop 50 - Binnen: 13-12-2008 | "I Hate This Part" in de Vlaamse Ultratop 50 - Binnen: 13-12-2008 | "I Hate This Part" in de Vlaamse Ultratop 50 - Binnen: 13-12-2008 | "I Hate This Part" in de Vlaamse Ultratop 50 - Binnen: 13-12-2008 |
| Week                                                              | 1                                                                 | 2                                                                 | 3                                                                 | 4                                                                 | 5                                                                 | 6                                                                 | 7                                                                 | 8                                                                 | 9                                                                 | 10                                                                | 11                                                                | 12                                                                | 13                                                                | 14                                                                | 15                                                                | 16                                                                | 17                                                                |                                                                   | 18                                                                |                                                                   |
| ----------------------------------------------------------------- | ----------------------------------------------------------------- | ----------------------------------------------------------------- | ----------------------------------------------------------------- | ----------------------------------------------------------------- | ----------------------------------------------------------------- | ----------------------------------------------------------------- | ----------------------------------------------------------------- | ----------------------------------------------------------------- | ----------------------------------------------------------------- | ----------------------------------------------------------------- | ----------------------------------------------------------------- | ----------------------------------------------------------------- | ----------------------------------------------------------------- | ----------------------------------------------------------------- | ----------------------------------------------------------------- | ----------------------------------------------------------------- | ----------------------------------------------------------------- | ----------------------------------------------------------------- | ----------------------------------------------------------------- | ----------------------------------------------------------------- |
| Nummer                                                            | 41                                                                | 35                                                                | 17                                                                | 11                                                                | 14                                                                | 14                                                                | 12                                                                | 9                                                                 | 5                                                                 | 9                                                                 | 11                                                                | 10                                                                | 16                                                                | 19                                                                | 32                                                                | 37                                                                | 49                                                                | uit                                                               | 45                                                                | uit                                                               |